# 사토 나오유키
사토 나오유키(일본어: 佐藤 直之, さとう なおゆき)는 코나미 소속의 게임 음악의 작곡가이다.
이전에는 《실황 파워풀 프로 야구》시리즈 등에 악곡을 제공하고 있었지만, 가정용 《pop'n music10》에 곡을 제공 하면서 비마니 시리즈에 데뷔. 이후, 가정용 시리즈를 중심으로 악곡을 제공하고 있다. 《실황파워풀프로야구2010》에선 제작협력 및 오프닝BGM제작에 참여하고있다.
비마니 시리즈에서는 猫叉Master(네코마타 마스터)와 猫叉Master+(네코마타마스터+)라는 명의를 사용하고 있다. 가끔 猫叉가 猫又로 잘못표기되기도 한다.
주로 민족음악풍의 음악을 쓰며, 「猫叉Master」명의로는 하우스음악을, 「猫叉Master+」명의로는 드럼 앤 베이스、사이키델릭 트랜스음악을 주로 쓰지만, 꼭 이 장르로만 한정되는것은 아니다.
원래는 기타도라 시리즈에서 활동하지 않았지만 2007년에 열린 라이브 이벤트 〈THE GITADO LIVE 2007〉에서 퍼쿠션으로 참가했다. 이후, 기타도라 시리즈에도 곡을 제공했다.
야생고양이를 끌어들이는 힘을 가졌기도 하고 고양이를 좋아해서 네코마타라고 이름지어졌다.
명의에 猫(고양이)가 들어가있지만, 정작 작가본인은 고양이 알레르기이다.

## 주요악곡

### BEMANI시리즈
※특별한 언급이 안 된 경우「猫叉Master」명의
- pop'n music
  - BEYOND THE EARTH（PS2용 pop'n music 10） - 후에 PS2용『beatmania IIDX 9th style』에도 이식.
  - サヨナラ＊ヘヴン（PS2용 pop'n music 11） - 후에 PS2용『beatmania IIDX12 HAPPY SKY』에도 이식.
  - 月雪に舞う花のように（PS2용 pop'n music 12 いろは）
  - 女王騎士（PS2용 pop'n music 13 カーニバル） - 『환상수호전V』곡을 어레인지.
  - Caring Dance(pop'n music 15 ADVENTURE)
  - Echoes(pop'n music 16 PARTY♪)
  - Infinity Of Our Love(pop'n music 17 THE MOVIE) - 『[[엘레비츠]』곡。Sana가 보컬을 맡았다.
  - Tree in Lake 〜消えたチチカカの木〜(pop'n music 17 THE MOVIE)
  - Greening(pop'n music portable)
  - 白夜幻燈(pop'n music 18 せんごく列伝)
  - The Sky of Sadness(pop'n music 19 TUNE STREET)
- beatmania IIDX
  - satellite020712 from "CODED ARMS" （PS2용beatmania IIDX 10th style） - 『CODED ARMS』곡을 어레인지。
  - 水上の提督（Short mix from "幻想水滸伝V"） （PS2용beatmania IIDX 11 IIDX RED） - 『환상수호전V』곡을 어레인지.
  - Reflection Into the EDEN （PS2용beatmania IIDX 12 HAPPY SKY）
  - The Smile of You (beatmania IIDX14 GOLD) - 猫叉Master feat. JESSY. 『엘레비츠』곡을 어레인지. 후에『pop'n music 17 THE MOVIE』에도 이식되었다.
  - Chain of pain（PS2용 IIDX 14 GOLD） - kors k VS. 猫叉Master+
  - Infinite cave （PS2용 beatmania IIDX 13 DistorteD） - 猫叉Master+
  - end of world (beatmania IIDX 15 DJ TROOPERS) - 猫叉Master+.
  - scar in the earth (beatmania IIDX 15 DJ TROOPERS)
  - Queen's Tragedy (beatmania IIDX 16 EMPRESS) - 猫叉Master+.
  - Bahram Attack -猫叉Master Remix- (beatmania IIDX 16 EMPRESS) - 猫叉Master feat.JUNE L.E.D앨범「電人K」수록.
  - Kung-fu Empire (beatmania IIDX 16 EMPESS) - 飛燕流舞 명의.
  - being torn the sky (beatmania IIDX 17 SIRIUS) - 猫叉Master+ feat.JUNE
  - Tori-no-kimochi (PS2용beatmania IIDX 16 EMPRESS) - 猫叉Master+
  - おおきなこえで (beatmania IIDX 18 Resort Anthem) - 猫叉Master feat.Sana
- GuitarFreaks&DrumMania
  - Driven Shooter (GuitarFreaksV6 & DrumManiaV6 BLAZING!!!!) - 猫叉Master+
  - Crack (GuitarFreaksXG & DrumManiaXG) - 猫叉Master+
- jubeat
  - Good-bye Chalon (jubeat ripples) - 猫叉Master+
  - Far east nightbird (jubeat knit)
- REFLEC BEAT
  - Silence
  - not eternity
  - Last Hometown

### 그 외
- Twelve〜전국봉신전〜
- CODED ARMS
- 엘레비츠
- 프로야구 스피리츠2、프로야구 스피리츠4
- Little Soldier（요네쿠라 치히로）- 『실황 파워풀 프로야구 8』의 주제가로, 요네쿠라 치히로의 15th싱글로 발매되고 있다. 이후 발매되는 『파워프로음악관3』에도 수록되어있다. 이 곡은 아래의「실황 파워풀 프로야구 10」곡보다 먼저 나왔지만, 「파워프로음악관」이 「실황 파워풀 프로야구9」의 OST이고, 「파워프로음악관2」가 「실황 파워풀 프로야구 10」의 OST였기 때문에, 「파워프로 음악관 3」에 수록되었다.
- Catch Up Dream!(ASACO) - 『실황 파워풀 프로야구 2010』주제가. 위의「Little Soldier」와는 다르게 싱글로 발매되진 않았지만 「파워프로음악관2」에 수록되어있다.
- Bahram Attack -猫叉Master Remix-（猫叉Master feat.JUNE） - L.E.D의 퍼스트앨범『電人K』에 수록됨. 후에 「beatmania IIDX 16 EMPRESS」에도 수록.
- Do It Right -ElecNekoTronika mix- - Sota Fujimori의 퍼스트앨범 『SYNTHESIZED』수록(단, 재발매판 -Re Edition-에는 미수록)
- bloomin'feeling -world electronica mix- - Ryu☆의 퍼스트앨범 『starmine』수록.
- 手紙 (猫叉Master feat. 永山マキ) - KONAMI컨텐츠 작곡가 옴니버스 컨필레이션CD『COMPOSERS』수록
- Clione -猫叉Master Remix - kors k의 퍼스트앨범 『Ways For Liberation』수록
- To Your Hand - KONAMI♪MUSICフル오리지널 곡. 아티스트 명의에는 표기되어 있지 않지만 보컬은 Sana
- 灰色の街 - KONAMI♪MUSICフル오리지널 곡.

## 앨범
Raindrops
2009년2월2일에 1st앨범「Raindrops」를 발매.코나미스타일에서 온라인으로만 판매하다가 9월 16일부터는 일반 레코드점에서도 판매가 시작되었다.
수록곡
1. Raindrops#1「Aqua」
2. Smile of Split
3. Beyond The Earth
4. 月雪に舞う華のように -- 게임용과는 타이틀 표기가 다르다.
5. Greening -- 가정용『pop'n music 12 いろは』의 미니게임「イマ様の緑化運動」의 BGM.
6. Echoes
7. The Smile of You
8. Infinity of Our Love
9. Raindrops#2「Station」
10. Scar in the earth
11. 女王騎士
12. dahaca -- 가정용『beatmania IIDX 11 IIDX RED』の「水上の提督」의 롱버전
13. Caring Dance
14. Indigo Bird -- Sana feat.猫叉Master명의.
15. Reflection Into the EDEN
16. サヨナラ・ヘヴン
17. Raindrops#3「Park」

Backdrops
2009년9월25일에 2nd앨범 (猫叉Master+명의로는 1st)「Backdrops」를 발매.
수록곡
1. Yasashii Sekai
2. being torn the sky -- 『beatmania IIDX 17 SIRIUS』보다 먼저 수록.
3. Chain of Pain -- kors k vs 猫叉Master+명의.가정용『beatmania IIDX 14 GOLD』의 콜라보레이션 기획으로 제작된 곡의 롱 버전.
4. End of World
5. Satellite070207 -- CODED ARMS의 타이틀곡. 가정용『beatmania IIDX 10th style』및 아케이드용 「beatmania IIDX 15 DJ TROOPERS」에도 수록.
6. Good-bye Chalon --『jubeat ripples』에 수록된 곡의 롱 버전.
7. Spiral 2005 -- 『Winning Eleven 9』수록
8. existens -- 『Winning Eleven 10』수록
9. Infinit Cave
10. Driven Shooter --『GuitarFreak/Drummania V6』에 수록된 곡의 롱 버전.
11. Crack --『GuitarFreak/Drummania XG』에 수록된 곡의 롱 버전.
12. Queens Tragedy -- 『beatmania IIDX 16 EMPRESS』에 수록된 「Queen's Tragedy」의 롱 버전.
13. Bahram Attack -- L.E.D앨범「電人K」의 Disc2에 수록된 곡과 같지만, 믹스 다운이 미묘하게 다르다.
14. Kung-fu Empire -- 「beatmania IIDX 16 EMPRESS」에 수록된 곡의 롱 버전. 덧붙여「beatmania IIDX 16 EMPRESS」에서는 「飛燕流舞」명의.
15. Hikarino mukou

さよなら世界
2011년1월26일에 3rd앨범「さよなら世界」가 발매되었다.
2010년 12월 1일 앨범수록곡인 カゲロウの森과 さよなら世界가 아이튠즈 스토어에 선행발매되었다.
수록곡
1. signal
2. sora.1
3. not eternity -- 2011년 2월 2일 「Reflec Beat」의 온라인 업데이트에 추가된 곡의 롱버전.
4. 白夜幻燈 -- 『pop'n Music 18 せんごく列伝』에 수록된 곡의 롱버전.
5. Tree in Lake～消えたチチカカの木～ -- 『pop'n Music 17 THE MOVIE』에 수록된 곡의 롱버전.
6. bloomin' feeling-World Electronica mix- -- Ryu☆ 1st앨범「starmine」의Disc2에 수록된 것과 동일하다.
7. abyssal node
8. tori-no-kimochi -- 가정용『beatmania IIDX 16 EMPRESS + PREMIUM BEST』에 수록된 곡의 롱버전.
9. おおきなこえで -- 『beatmania IIDX 18 RESORT ANTHEM』에 수록된 곡의 롱버전.
10. Silence -- 『Reflec Beat』에 수록된 곡의 롱버전.
11. 灰色の街
12. The Sky of Sadness -- 『pop'n Music 19 TUNE STREET』에 수록된 곡의 롱버전.
13. Far east nightbird -- 『Jubeat knit』에 수록된 곡의 롱버전.
14. カゲロウの森
15. 手紙
16. To Your Hand
17. さよなら世界
18. sora.2